# Mesoperlina muricata
Mesoperlina muricata is een steenvlieg uit de familie Perlodidae. De wetenschappelijke naam van de soort is voor het eerst geldig gepubliceerd in 1949 door Koponen.